# Harold Cottam
Harold Thomas Cottam, britanski radiooperater * 27. januar 1891 Southwell, Nottinghamshire, Združeno Kraljestvo † 30. maj 1984 Lowdham, Nottinghamshire, Združeno Kraljestvo. 
Cottam je bil brezžični operater na oceanski ladji RMS Carpathia, ki je 15. aprila 1912 ponoči naključno prejel klic v sili s potapljajočega se RMS Titanica. Njegova odločitev, da prebudi kapitana Arthurja Henryja Rostrona in posreduje Titanicovo sporočilo, navkljub skepticizmu stražarskega častnika, je Carpathii omogočila, da je prispela na kraj nesreče nekaj ur pred katero koli drugo ladjo in je bila "zaslužna za reševanje stotin življenj." Cottam je bil osebni prijatelj obeh radiotelegrafistov s Titanica, Jacka Phillipsa in Harolda Brideja.